# FPD-Link

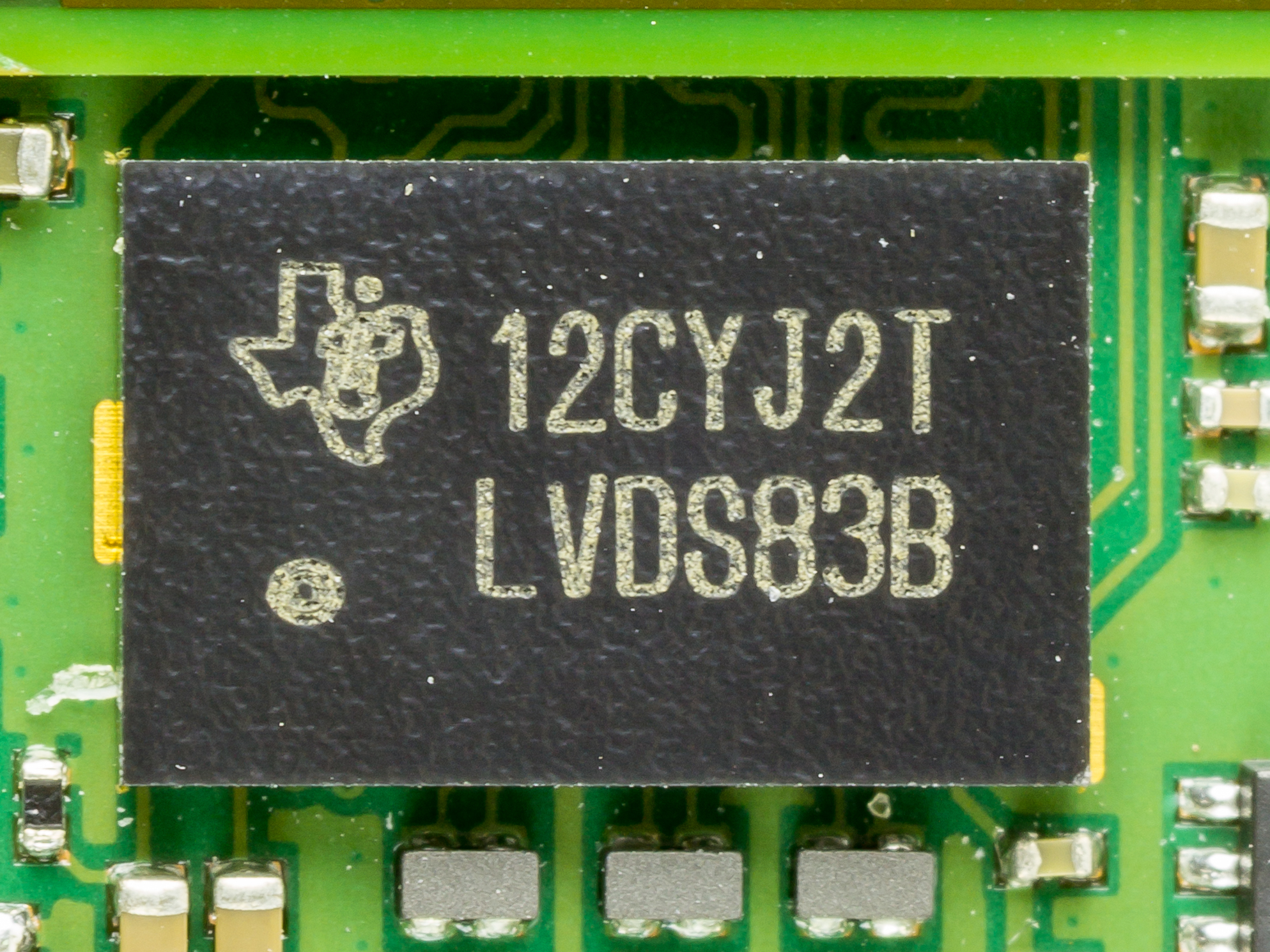
Transmissor FlatLink de Texas Instruments SN75LVDS83B.

Flat Panel Display Link, més conegut com a FPD-Link, és la interfície de vídeo digital d'alta velocitat original creada el 1996 per National Semiconductor (ara dins de Texas Instruments). És un estàndard gratuït i obert per connectar la sortida d'una unitat de processament de gràfics en un ordinador portàtil, tauleta, pantalla plana o televisor LCD al controlador de temporització del panell de visualització.

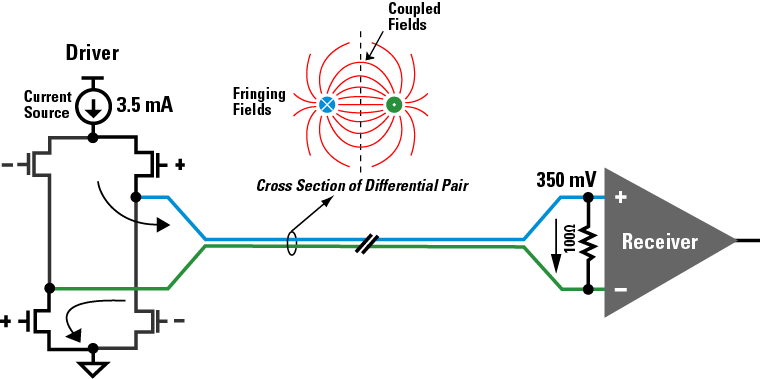
Circuit bàsic LVDS.

La majoria d'ordinadors portàtils, tauletes, monitors de pantalla plana i televisors van utilitzar la interfície internament fins al 2010, quan els líders del sector AMD, Dell, Intel, Lenovo, LG i Samsung van anunciar junts que eliminarien aquesta interfície el 2013 a favor de DisplayPort incrustat (eDP).
FPD-Link va ser la primera aplicació a gran escala de l'estàndard de senyalització diferencial de baixa tensió (LVDS). National Semiconductor va proporcionar immediatament especificacions d'interoperabilitat per a la tecnologia FPD-Link per tal de promocionar-la com a estàndard gratuït i obert, i així altres proveïdors de CI van poder copiar-lo. FlatLink de TI va ser la primera versió interoperable de FPD-Link.

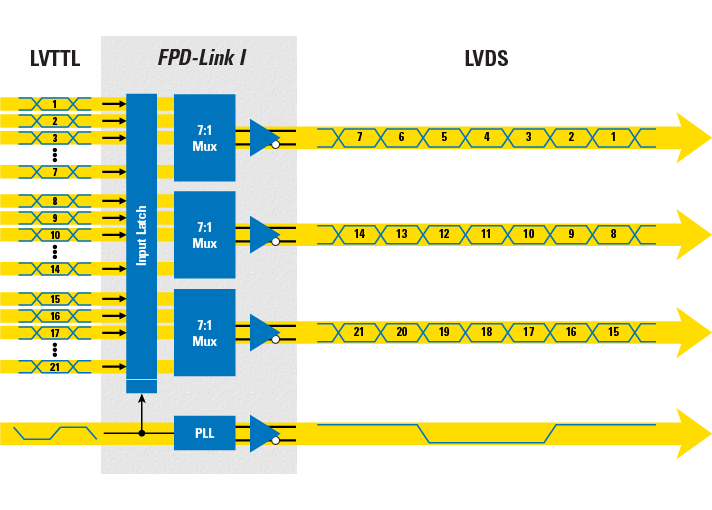
Un serialitzador d'enllaços FPD.

En aplicacions d'automoció, FPD-Link s'utilitza habitualment per a sistemes de navegació, entreteniment al cotxe i càmeres de seguretat, així com altres sistemes avançats d'assistència al conductor.
Una altra interfície de visualització basada en FPD-Link és OpenLDI. Permet longituds de cable més llargues a causa d'una codificació d'equilibri de CC integrada per reduir els efectes de la interferència entre símbols. A la versió OpenLDI de codificació d'equilibri de CC, un dels set bits serialitzats indica si l'esquema de codificació necessita invertir els altres sis bits transmesos en el període de rellotge per mantenir l'equilibri de CC. Per tant, cada parell LVDS que no sigui el parell de rellotge transmet efectivament sis bits per cicle de rellotge. Tanmateix, OpenLDI va perdre la competència d'estàndards de transferència de vídeo a la interfície visual digital (DVI) a principis del segle XXI, i el resultat van ser panells LCD autònoms que utilitzaven DVI per rebre vídeo des d'un ordinador d'escriptori.